# Espaldão

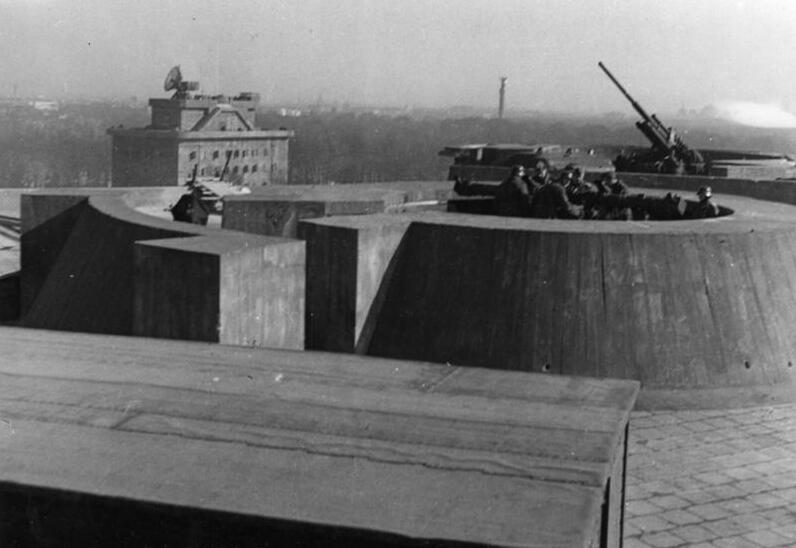
Espaldões de betão, protegendo posições de artilharia antiaérea alemã, na Segunda Guerra Mundial.

Em arquitetura militar, um espaldão é um anteparo de uma trincheira ou fortificação, servindo para proteger a artilharia e a guarnição que lá se encontra. Um espaldão pode ser feito de alvenaria, terra, sacos de areia, betão ou outros materiais. Também são utilizados espaldões nas carreiras de tiro, com intuito de evitar que balas perdidas saiam para o seu exterior.